# Ramularia urticae
Ramularia urticae är en svampart som beskrevs av Ces. 1863. Ramularia urticae ingår i släktet Ramularia och familjen Mycosphaerellaceae.   Inga underarter finns listade i Catalogue of Life.